# بئر قصد علي
بئر قاصد علي بلدية في الشرق الجزائري شرق مدينة برج بوعريريج ,تقع على بعد 1 كلم شمال الطريق الوطني رقم 5 بين مدينتي سطيف وبرج بوعريريج. بئرقاصدعلي مدينة صغيرة يحدها شمالا بلدية خليل، جنوبا بلدية عين تسرة، شرقا بلدية عين تاغروت وغربا بلدية سيدي امبارك. تحوي على عدة أحياء من بينها حي التجزئة 416, حي 109, حي دوار السوق، الحي العتيق وغيرها من الأحياء الراقية بها.
تبعد عن كل من عين تاغروت ب 5كلم, خليل ب 5 كلم، سيدي امبارك ب 15 كلم وعين تسرة حوالي 20 كلم
وهي تعتبر مقر دائرة بئرقاصدعلي تشمل دائرة بئرقاصدعلي على ثلاث بلديات كبيرة: بلدية بئرقاصدعلي، بلدية خليل وبلدية سيدي امبارك
تقع على مساحة إجمالية تقدر ب 422 كلم مربع بما في ذلك 64 كلم مربع على هذه المقاطعة الفرعية
70 % من المساحة الإجمالية أراضي زراعية خصبة فالقمح والشعير من الإنتاج الرئيسي للحبوب بها
معظم سكانها شباب ما بين 20 إلى 40 سنة بنسبة 70% من إجمالي السكان الذي يبلغ 18 الف نسمة.